# Pointvillers
Pointvillers war eine Gemeinde im französischen Département Doubs in der Region Bourgogne-Franche-Comté. Pointvillers ist seit dem 1. Januar 2017 ein Ortsteil der Gemeinde Le Val.

## Geographie
Pointvillers liegt auf 330 m, südlich von Quingey, etwa 22 Kilometer südsüdwestlich der Stadt Besançon (Luftlinie). Das Dorf erstreckt sich im westlichen Jura, auf einer plateauartigen Anhöhe östlich der Loue am Fuß des Bois du Landet.
Die Fläche des 3,81 km² großen vormaligen Gemeindegebiets umfasst einen Abschnitt des westlichen französischen Juras. Der westliche Teil des Gebietes wird vom Plateau von Pointvillers eingenommen, das in einem breiten Becken zwischen den äußersten Höhenzügen des Juras auf ungefähr 330 m liegt. Es besteht überwiegend aus Wiesland. Nach Osten erstreckte sich das Gemeindeareal über einen Steilhang auf den bewaldeten Höhenrücken des Bois du Landet, der zu einer Jurakette gehört, die sich vom Mont Poupet nordwärts bis zur Flussschleife der Loue hinzieht. Hier wurde mit 564 m die höchste Erhebung von Pointvillers erreicht. Ein kleiner Anteil des Gebietes befindet sich auf dem östlich an den Kamm anschließenden Plateau (450 m).
Nachbargemeinden von Pointvillers waren Pessans im Norden, Goux-sous-Landet und Cussey-sur-Lison im Osten sowie Échay und Montfort im Süden.

## Geschichte
Im Mittelalter gehörte Pointvillers zu den Herrschaften Montfort und Châteauvieux. Zusammen mit der Franche-Comté gelangte das Dorf mit dem Frieden von Nimwegen 1678 an Frankreich.
Die Gemeinde Pointvillers wurde am 1. Januar 2017 mit Montfort zur neuen Gemeinde Le Val zusammengeschlossen.

## Bevölkerung
| Bevölkerungsentwicklung | Bevölkerungsentwicklung |
| Jahr                    | Einwohner               |
| ----------------------- | ----------------------- |
| 1962                    | 85                      |
| 1968                    | 73                      |
| 1975                    | 60                      |
| 1982                    | 55                      |
| 1990                    | 65                      |
| 1999                    | 90                      |
| 2005                    | 97                      |
| 2014                    | 144                     |

Mit zuletzt 144 Einwohnern (Stand 1. Januar 2014) gehörte Pointvillers zu den kleinsten Gemeinden des Départements Doubs. Nachdem die Einwohnerzahl in der ersten Hälfte des 20. Jahrhunderts deutlich abgenommen hatte (1891 wurden noch 180 Personen gezählt), wurde seit Beginn der 1980er Jahre wieder ein leichtes Bevölkerungswachstum verzeichnet.

## Wirtschaft und Infrastruktur
Pointvillers war bis weit ins 20. Jahrhundert hinein ein vorwiegend durch die Landwirtschaft (Ackerbau, Obstbau, Weinbau und Viehzucht) und die Forstwirtschaft geprägtes Dorf. Daneben gibt es heute einige Betriebe des lokalen Kleingewerbes. Mittlerweile hat sich das Dorf auch zu einer Wohngemeinde gewandelt. Viele Erwerbstätige sind Wegpendler, die in den größeren Ortschaften der Umgebung ihrer Arbeit nachgehen.
Die Ortschaft liegt abseits der größeren Durchgangsstraßen, ist aber von der Hauptstraße N83, die von Besançon nach Lons-le-Saunier führt, leicht erreichbar. Eine weitere Straßenverbindung besteht mit Montfort.